# District historique de Mount McKinley National Park Road
 (juillet 2020).
Le district historique de Mount McKinley National Park Road – ou Mount McKinley National Park Road Historic District en anglais – est un district historique américain situé dans le borough de Denali, en Alaska. Protégé au sein des parc national et réserve du Denali, il est inscrit au Registre national des lieux historiques depuis le 30 juin 2020.